# Henry Rasmussen

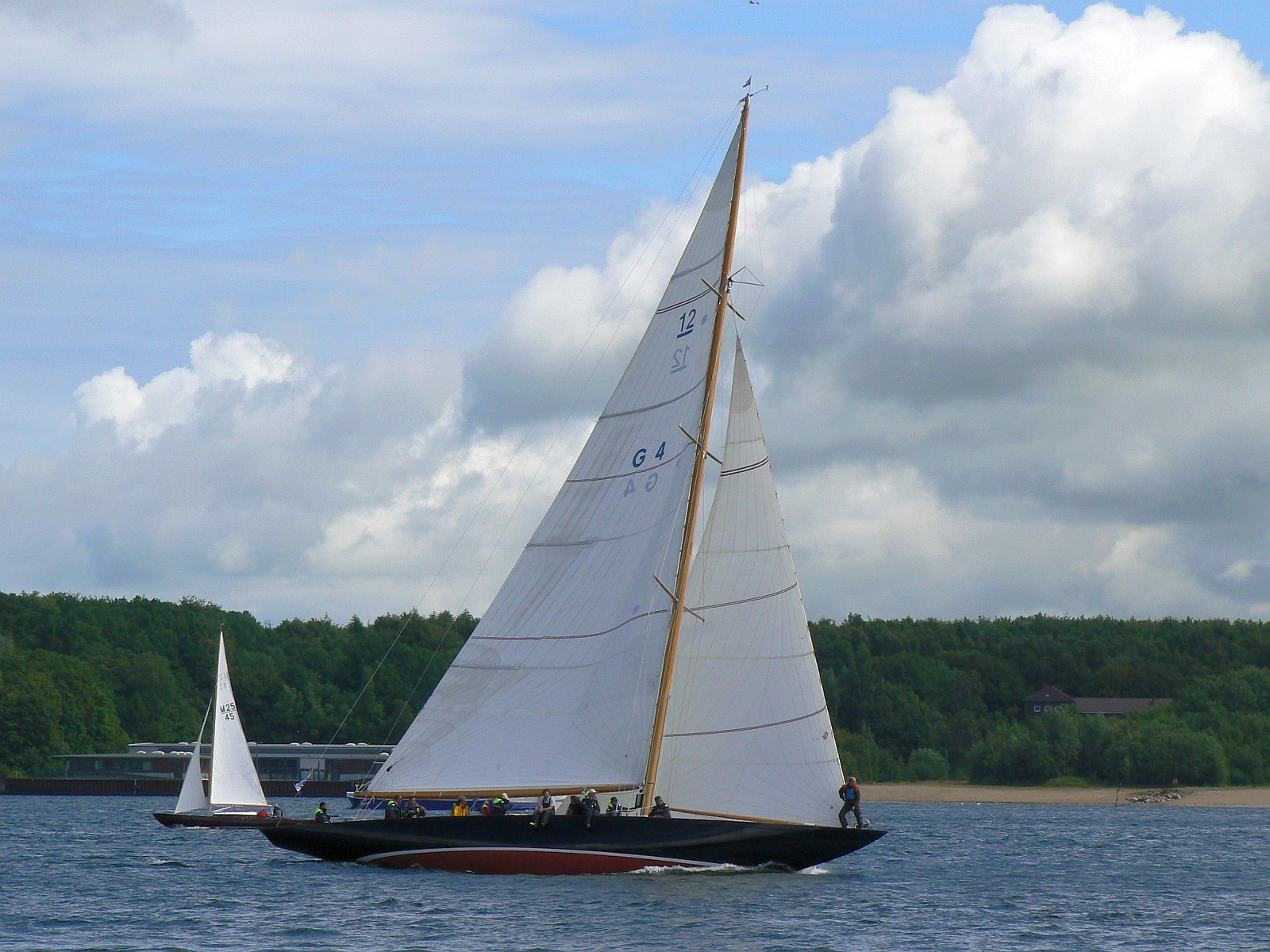
12mR Yacht Sphinx (Bj. 1939) bei der Regatta „Rendezvous der Klassiker“ in der Kieler Förde mit historischen Yachten von ca. 1910–1970 auf der Kieler Woche 2009.

Henry „Jimmy“ Rasmussen (* 15. Januar 1877 in Svendborg/Dänemark; † 2. Juni 1959 in Bremen) war ein Bootsbauer, Yachtkonstrukteur und Werftbesitzer.

## Leben
Er begann seine Ausbildung 1895 als Bootsbauer-Lehrling auf der Werft seines Großvaters in Svendborg. Weitere Stationen in seinem Berufsleben waren die Hansen-Werft in Odense, Burmeister & Wain in Kopenhagen, die Werft in Tönning und der Bremer Vulkan. Schließlich wirkte Rasmussen beim Aufbau der Nordseewerke in Emden mit.
Zusammen mit Georg Abeking gründete er am  1. Oktober 1907 die Werft Abeking & Rasmussen (A&R) in Lemwerder an der Unterweser. Schnell stellten sich erste Erfolge ein, zumal die Yachtentwürfe sich durch eine besondere Eleganz auszeichneten. 1910 entwarf und baute Rasmussen  die erste Patentschnecken-Reffeinrichtung. 1920 folgte der Entwurf der Viska, Vorgängerin der Hansa-Jolle, die er 1947 vorstellte. 1925 schied Abeking aus dem Unternehmen aus und der ehemalige Konteradmiral Edmund Schulz wurde bis 1931 Partner von Rasmussen. In den Jahren 1928 und 1929 reiste Henry Rasmussen nach Amerika, um hier einen intensiven Erfahrungsaustausch mit amerikanischen Konstrukteuren der Ostküste wie beispielsweise Nathanael Herreshoff zu pflegen. Rasmussens Initiative war maßgeblich verantwortlich für die Einführung der Schärenkreuzer in den USA. Mit dem Ausscheiden von Schulz 1931 war er Alleineigentümer der Werft.
Im Jahr 1933 folgte bei A&R der Bau der ersten Spreizgaffelketch Vamarie in Deutschland  (196 m² Segelfläche) und vor 1935 zeichnete er die 25-m²-Einheitskielyacht. 1948 entwickelte er zusammen mit dem Großreeder Erich Ferdinand Laeisz (1888–1958) die bereits auf dem 28. deutschen Seglertag 1927 in Wien initiierte KR-Formel für Segelkreuzer, einem rechnerischen Vermessungssystem für die Kreuzerklassen anstelle des bisherigen Grenzmaßverfahrens mit Maximal- bzw. unteren Grenzwerten. 1952 wurde Henry Rasmussen in den Technischen Ausschuss der International Sailing Federation aufgenommen.
Am 2. Juni 1959 starb Henry Rasmussen mit 82 Jahren an den Folgen eines Autounfalls in der Nähe von Bremen.

## Schriften
- Henry Rasmussen: Yachten, Segler und eine Werft. Hans Dulk, Hamburg 1956 (mit Anhang „A&R  Liste der Neubauten“ 1908–1956).
- Henry Rasmussen: Sommerreise des „AR“ 1924. Druckerei Heinrich Frese, Bremen (mit Törnkarte und Rißzeichnungen).